# Ash Crimson
Ash Crimson (アッシュ・クリムゾン?, Asshu Kurimuzon) è un personaggio appartenente alla serie di videogiochi The King of Fighters. Compare per la prima volta in The King of Fighters 2003. Il design del personaggio, che gli attribuisce tratti chiaramente più femminili che maschili ha fatto sorgere alcune perplessità tra i fan della serie. In risposta a ciò la SNK Playmore è intervenuta affermando che il personaggio è stato volutamente disegnato come "un cattivo attraente".
Ash è il protagonista della terza saga della serie. A causa dei suoi drastici atteggiamenti che contrastano molto con le sue reali intenzioni, Ash sembra più un personaggio negativo che positivo. Alla fine della serie, però, si sacrificherà per salvare il mondo, cosa che lo renderà in assoluto il primo eroe tragico di KOF.

## Storia
Ash è un discendente di Saiki, un crudele demone che vuole sterminare l'umanità. Ash entra come partecipante del King of Fighters nel 2003 insieme due suoi amici, Duo Lon e Shen Woo. IL ragazzo ha intenzione di rubare i tre tesori sacri dei discendenti dei clan che hanno imprigionato Orochi, ovvero Chizuru Kagura, Kyo Kusanagi e Iori Yagami. Ash e la sua squadra non vincono il torneo, e il trio si divide, con Ash che si recherà al posto dove Chizuru, Kyo e Iori sono pronti per sigilare nuovamente Orochi; lì, Ash ruberà i poteri di Chizuru. 
Ash entrerà e parteciperà nel torneo successivo (KOF XI), sempre con lo stesso proposito di ottenere i tesori sacri. Farà nuovamente squadra con Shen Woo ma questa volta ci sarà con loro Oswald, un lottatore irlandese alla ricerca di un farmaco chiamato "Pillole del Drago". Ash e la sua squadra non vincono neanche questa volta il torneo, ma non è ciò che al ragazzo importa: in seguito, infatti, egli farà in modo che Oswald e Shen Woo si scontrino tra di loro.
Infatti, Ash mette in testa ad Oswald che eliminando Shen Woo otterrà ciò che cerca, ovvero le Pillole del Drago. Il duello Oswald e Shen Woo si conclude in parità e i due si complimentano a vicenda. Ash raggiunge il posto dove si trovano Kyo e Iori insieme a Shingo e vede che Iori ha ridotto in fin di vita i due, ma Ash, appena prima che Iori li elimini, gli ruba i poteri prendendoli alle sue spalle senza che se ne renda conto nonostante il suo selvatico stato (Ash non poteva prendere più di un potere sacro alla volta e quindi, anche se avrebbe potuto prendere quelli di Kyo, ha preso solo quelli di Iori). Dopodiché viene bloccato dalla sua amica d'infanzia, Elisabeth Blanctorche, aiutata da Duo Lon e Benimaru Nikaido, Ash viene trattenuto dai tre ma riesce a levarseli di torno e accenna che dicano a Kyo che sarà il suo prossimo obbiettivo.
Ash compare anche in KOF Maximum Impact Regulation "A", ma questo gioco forma parte di una saga alternativa, e sembra che le vicende si svolgano durante gli eventi di KOF 2003 e KOF XI; difatti, è possibile vedere che Ash mostra interesse nei confronti di Kyo e Iori, e se affronterà Xiao Lon lei gli chiederà di Duo Lon e del clan Hizoku, ma il ragazzo risponde che non li vede da un po' di tempo.
Durante il KOF XIII Ash terrà sotto controllo il suo antenato Saiki, in quanto lui e i suoi scagnozzi avevano liberato Orochi per avere il suo potere. Saiki è in grado di controllare il tempo, ma ha bisogno di più potere per perfezionare la sua abilità. Dopo la conclusione del torneo, Saiki entra in scena fermando il tempo e trasformando lo scenario di lotta in un vero inferno, ignaro però che Ash rovinerà lentamente i suoi piani e aspetterà di prendere anche i poteri del suo malvagio antenato. Saiki viene momentaneamente sconfitto e abbassa la guardia dubitando dei suoi servi, e Ash, con la solita mania di rubare i poteri altrui, ruberà i poteri al suo antenato colpendolo alle spalle. Sfortunatamente, sebbene Ash sia convinto di avere la meglio, sebbene il corpo di Saiki sia svanito, i suoi poteri e e la sua coscienza sono rimasti intatti: come conseguenza, Ash viene corrotto e manipolato da Saiki, trasformandolo così in "Evil Ash", in modo raggiungere il suo obbiettivo di perfezionare i suoi poteri per poter sterminare l'intera umanità.
Tuttavia, Evil Ash viene sconfitto e Ash prende nuovamente il controllo delle sue azioni, ma è costretto a sacrificarsi per poter eliminare il suo antenato Saiki, dal momento che, involontariamente, avevano formato un solo essere; il ragazzo svela che le sue intenzioni erano di sterminare Coloro del passato, ma per essere sicuro di avere la meglio su di loro voleva diventare più potente rubando i tre tesori sacri dei discendenti dei clan che hanno imprigionato Orochi: rubare quelle pietre non serviva solo ad incrementare la sua potenza, ma anche per allontanare Kyo, Iori e Chizuru dai pericoli. Ash, prima di cancellare la sua esistenza per eliminare Saiki, conclude che gli è sempre piaciuto vivere al fianco delle persone che amava, e riesce a dire addio ad Elizabeth, Duo Lon e Shen Woo. In seguito i tesori sacri tornano ai loro rispettivi padroni. 
In KOF XIV viene svelato che l'anima di Ash è stata prigioniera insieme ad altre in un vortice creato da un'entità di nome Verse. Dopo la sconfitta di Verse, le anime vengono liberate e Ash viene in seguito trovato da Elizabeth. È altamente implicato, sebbene non ufficialmente confermato, che Ash è ancora vivo.
nel 2015 ash per sdebitarsi  aiuta  Kukri a partecipare al torneo  kof  assieme  ad Elizabeth per scoprire  di più su una partecipante di nome Dolores.
Dopo la fine del torneo  Ash e Elisabeth  si riuniscono  con Duo Lon e Shen Woo che si sono ricordati  dell'esistenza  di Ash e parlano di kukri che nel frattempo e con Dolores che gli chiede se e davvero sicuro di volerli abbandonare  e lui risponde che non si e mai sentito parte integrante del  gruppo  e ash dice che ci saranno altre occasioni per festeggiare  insieme  a kukri  in seguito  Ash e  Elisabeth(con una corona di fiori) sono in un campo  fiorito ed i due sono sdraiati  l'uno accanto all'altro e quest'ultima e felice che ash sia tornato e Ash che e del tutto disinteressato  a quando gli dice Bentornato.

## Personalità
Ash è un ragazzo molto sicuro di sé, manipolatore, non altruista e poco serio. Non gli piace però coinvolgere amicizie e conoscenze nei pericoli, e, a seconda della situazione, si mostra beffardo e spaccone. Come scritto sopra i suoi drastici atteggiamenti contrastano molto le sue vere intenzioni e tende a dare troppa confidenza al potere, ma riconosce che è stato uno sbaglio nel momento in cui si fonde involontariamente con Saiki, in quanto egli dice: Questa è una lezione che non dimenticherò mai. Questo non faceva parte dei miei piani, e io ho rovinato tutto.

## Apparizioni
- The King of Fighters 2003
- The King of Fighters XI
- KOF Maximum Impact Regulation A
- The King of Fighters XII
- The King of Fighters XIII
- The King of Fighters: Another Day (anime)

Fa anche un cameo in The King of Fighters XIV, sia nel finale della squadra Official Invitation Team sia in una frase di vittoria di Verse contro Iori.

## Mosse caratteristiche
Ventose:ash lancia una lama di fuoco verde e può anche lanciarne più di una.
Nivose:ash fa una capriola infuocata.
Germinal caprice:ash scivola velocemente sul pavimento per poi bruciare il nemico.
Genee:ash può far comparire con un soffio una piccola fiamma verde dove vuole per cogliere di sorpresa i nemici.
Mosse speciali
Thermidor:ash crea una palla di fuoco verde scagliarla verso il nemico.
Pluivose:ash fa molteplici capriole infuocate
Germinal:ash va addosso al nemico per poi comparirgli dietro alle spalle e il nemico viene colpito da una serie di attacchi fiammeggianti definitivi.
Fructidor:ash afferra il nemico e poi il suo corpo viene ricoperto da un fuoco viola che brucia il nemico mentre quest'ultimo ride